# Никълъс (окръг, Западна Вирджиния)
Окръг Никълъс (на английски: Nicholas County) е окръг в щата Западна Вирджиния, Съединени американски щати. Площта му е 1694 km², а населението – 26 229 души (2012). Административен център е град Самърсвил.